# 매화초등학교 (경북)
매화초등학교는 대한민국 경상북도 울진군 매화면 매화리에 있는 공립 초등학교이다.

## 학교 연혁
- 1923년 3월 1일 매화공립보통학교(4년제) 개교
- 1927년 4월 1일 6년제로 개편
- 1938년 4월 1일 매화공립심상소학교로 개칭
- 1941년 4월 1일 매화공립국민학교로 개칭
- 1963년 1월 1일 경상북도로 편입
- 1994년 3월 1일 신흥국민학교 본교 통합
- 1995년 3월 1일 길곡분교장 본교 통합
- 1996년 3월 1일 갈면분교장 본교 통합
- 1999년 9월 1일 덕신초등학교 분교장 편입
- 2009년 3월 1일 덕신분교장 본교 통합
- 2018년 1월 23일 다목적 강당(매화관) 준공
- 2024년 1월 5일 제96회 졸업식(총 졸업생 6,126명)
- 2024년 3월 1일 제36대 황용석 교장 부임
- 2024년 3월 1일 초등 5학급, 유치원 1학급 편성

## 참고 자료
- 매화초등학교 - 한국교육학술정보원 학교알리미